# Albert Glatigny

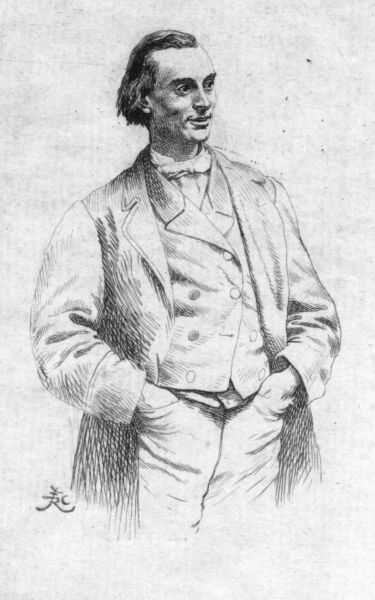
Albert Glatigny

Albert Glatigny, eigentlich Joseph-Alexandre-Albert Glatigny, (* 21. Mai 1839 in Lillebonne, Département Seine-Maritime; † 16. April 1873 in Sèvres, Département Hauts-de-Seine) war ein französischer Schauspieler und Schriftsteller.
Glatigny stammte aus einer einfachen Handwerkerfamilie. Er absolvierte eine Druckerlehre, wurde dann aber für kurze Zeit Schauspieler. Durch die Bekanntschaft mit Théodore de Banville wurde er mit der modernen Literatur vertraut und befreundete sich auch mit einigen Parnassiens.
Gefördert durch Banville, begann Glatigny selbst mit dem Schreiben, und wird heute ebenfalls zu den Parnassiens gezählt. Catulle Mendès thematisierte 1906 Glatignys Leben in einem Theaterstück und brachte es auch auf die Bühne.
Rund fünf Wochen vor seinem 34. Geburtstag starb Glatigny am 16. April 1873 in Sèvres.

## Ehrungen
1917 bekam Glatigny posthum für sein literarisches Gesamtwerk den „prix de literature“ der Académie française verliehen.

## Werke (Auswahl)
Lyrik
- Le fer rouge. Nouveau châtiments. 1871
- Les fleches d'or. Poèsies. 1864
- Gilles et Pasquins. 1872
- Poèsies completes. 1879 (mit einem Vorwort von Anatole France)
- Le vignes folles. Poèsies. 1860

Theaterstücke
- Le bois. Comedie. 1868
- Le compliment è Molière. 1872
- L'ombre de Callot. 1863
- Scapin maquereau. Drame. 1883
- Vers et saules. 1864